# تشيلسي مانالو
تشيلسي آن مانالو (بالإنجليزية: Chelsea Anne Manalo) عارضة أزياء فلبينية وحاملة لقب ملكة جمال توجت ملكة جمال الكون الفلبينية 2024. أول فلبينية من أصل إفريقي تفوز بالمسابقة الوطنية، مثلت الفلبين في مسابقة ملكة جمال الكون 2024. أنهت المسابقة ضمن أفضل 30 متسابقة، بعد المسابقة، تم تسمية مانالو ملكة قارية لآسيا لتصبح أول متسابقة تفوز باللقب. في 30 نوفمبر تم تسمية مانالو الفائزة بمسابقة الأزياء الوطنية، مما يمثل فوزًا متتاليًا للفلبين، بعد فوز دي في العام السابق.

## نشأتها
ولدت في 14 أكتوبر 1999 في ميكويان، بولاكان، لأم فلبينية تدعى كونتيسا مانالو، وأب أمريكي. انفصل والداها في عام 2000، وبعد وفاة والدها، تزوجت والدة مانالو مرة أخرى. نشأت مانالو على يد والدتها وزوج أمها راندي أنجيليس. عاشت مانالو لفترة وجيزة في لاس فيغاس، نيفادا مع جدتها لأبيها بين سن العاشرة والثانية عشرة.
بدأت مانالو العمل كعارضة أزياء في سن الرابعة عشرة، وبدأت حياتها المهنية في مسابقات الجمال كطالبة في المدرسة الثانوية. استشهدت مانالو بالعارضة الإنجليزية نعومي كامبل كمصدر إلهام لها. أصبحت مانالو مروجة لعلامة الملابس الفلبينية Bench في عام 2021. تخرجت من جامعة دي لا سال أرانيتا بدرجة في إدارة السياحة.